# Damiana

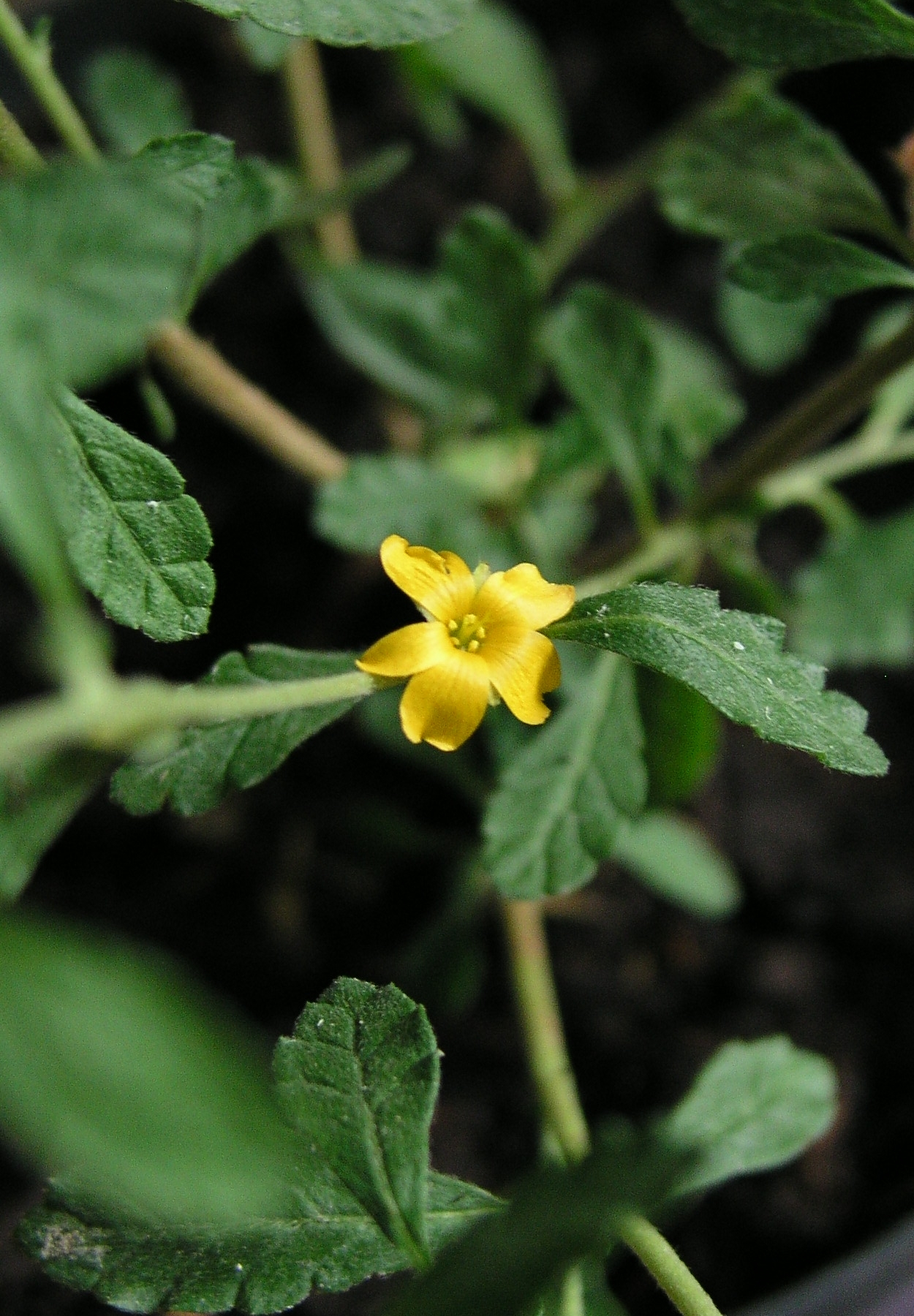
Damiana (Turnera Diffusa)

Damiana (Turnera diffusa, Turnera aphrodisiaca), numit și afrodiziacul maiașilor, este un mic arbust din familia Turneraceae.  Are o tulpină lemnoasă, noduroasă și puternic ramificată. Frunzele sunt aromate cu mirosul asemănător mușețelului și flori mici galbene. Poate să atingă 2 metri înălțime. Crește cu predilecție pe versanți însoriți, plaje stâncoase din Mexic, sudul Californiei, America Centrală, Antile și Caraibe preferând un climat cald și umed. Părțile utilizate sunt frunzele și florile, care sunt recoltate vara. 

Frunzele de damiana au fost folosite ca afrodiziac, pentru a crește potența sexuală de către popoarele indigene din Mexic, inclusiv indienii Maya. Există alte două specii înrudite, Turnera opifera și Turnera ulmifolia care sunt utilizate ca fortifiante sexuale în Brazilia și America Centrală. 
Damiana fiind un excelent afrodiziac, are efecte în creșterea performanțelor sexuale, creșterea apetitului sexual sau a libidoului la bărbați și tonic sexual pentru femei deoarece stimulează fertilitatea prin echilibrare hormonală. Are cea mai mare eficacitate dacă este folosită în combinație cu Saw palmetto (Serenos repess).
Planta are în componența sa substanțe chimice esențiale: taninuri, rășini, ulei volatil, flavonoide, alcaloizi, damianină, arbutină, triacontan, tetrafilină, precum și numeroase substanțe minerale. Toate aceste substanțe au efecte terapeutice deosebite, damiana fiind deopotrivă stimulent și tonic general, ce îmbunătățește starea generală de spirit, antidepresivă, anxiolitică, diuretică și laxativă. 